# 아도 정리
추상대수학에서 아도 정리(영어: Ado's theorem)는 유한차원 리 대수를 특징짓는 정리이다.

## 정리
아도 정리는 표수 0인 체 {\displaystyle K}에 대한 모든 유한 차원 리 대수 {\displaystyle L}는 리 괄호 {\textstyle [A,B]=AB-BA}가 주어진 정사각 행렬들의 리 대수로 볼 수 있다고 한다. 더 정확하게 말하면, 이 정리는 {\displaystyle L}이 유한 차원 {\displaystyle K}-선형 공간 {\displaystyle V}에서 충실한 선형 표현 {\displaystyle p}를 갖는다. 즉, {\displaystyle L}은 {\displaystyle V}의 자기 사상들이 이루는 대수의 어떤 부분 대수와 동형이다.

## 역사
이 정리는 1935년 니콜라이 체보타료프의 학생이자 카잔 주립대학교의 이고르 드미트리치 아도가 증명했다.
표수에 대한 제한은 나중에 이와사와 겐키치가 제거했다(증명은 아래 게르하르트 호흐실트 논문 참조).

## 시사점
고전군과 관련된 리 대수의 경우 이 정리로 인한 새로운 것은 없지만 일반적인 리 군을 고려하면 더 깊은 결과이다. 리 군 {\displaystyle G}의 실수 리 대수에 적용하면 {\displaystyle G}가 충실한 선형 표현을 갖는다는 것을 의미하는 것이 아니라(일반적으로 사실이 아님) {\displaystyle G}가 항상 선형군과 국소 동형인 선형 표현을 갖는다는 것을 의미한다.

## 참고 문헌
- Ado, Igor D. (1935), “Note on the representation of finite continuous groups by means of linear substitutions”, 《Izv. Fiz.-Mat. Obsch. (Kazan')》 7: 1–43.  (Russian language)
- Ado, Igor D. (1947), “The representation of Lie algebras by matrices”, 《Akademiya Nauk SSSR i Moskovskoe Matematicheskoe Obshchestvo. Uspekhi Matematicheskikh Nauk》 (러시아어) 2 (6): 159–173, ISSN 0042-1316, MR 0027753 translation in Ado, Igor D. (1949), “The representation of Lie algebras by matrices”, 《American Mathematical Society Translations》 1949 (2): 21, ISSN 0065-9290, MR 0030946
- Iwasawa, Kenkichi (1948), “On the representation of Lie algebras”, 《Japanese Journal of Mathematics》 19: 405–426, MR 0032613
- Harish-Chandra (1949), “Faithful representations of Lie algebras”, 《Annals of Mathematics》, Second Series 50: 68–76, doi:10.2307/1969352, ISSN 0003-486X, JSTOR 1969352, MR 0028829
- Hochschild, Gerhard (1966), “An addition to Ado's theorem”, 《Proceedings of the American Mathematical Society》 17: 531–533, doi:10.1090/s0002-9939-1966-0194482-0
- Nathan Jacobson, Lie Algebras, pp. 202–203